# 観中中諦
観中中諦（かんちゅうちゅうたい、康永元年/興国3年（1342年） - 応永13年4月3日（1406年4月21日））は室町時代の臨済宗の僧。京都の相国寺9世。康永元（=興国3）年生まれ。阿波の出身。日奉氏。9歳のとき京都に上り夢窓疎石に師事するが、翌年夢窓が示寂し、以後義堂周信や春屋妙葩の指導を受けた。応安6年（1373）、義堂の勧めで元に渡るが、紅巾の乱後の社会事情のためまもなく帰国した。五山派の高僧の一人として活躍し、明徳2年（1391）に等持寺住持、応永7年（1400）に相国寺の第9世住持となる。足利義満は彼のために相国寺内に塔頭乾徳院（のち普広院と改称）を建立した。応永13年（1406）4月3日示寂。65歳。のち性真円智禅師と勅諡された。著作に『碧巌録抄』『三体詩抄』などがある。
語録詩文集を『青嶂集』といい、梶谷宗忍の訳注がある（『観中録・青嶂集』相国寺刊・1973年）。そこに収録されている「進学斎」という詩が、朱子（1130年 - 1200年）の作とされていた「偶成」（いわゆる「少年老いやすく学なりがたし」）とほぼ同じ内容であることが、朝倉和によって指摘され、この詩の本来の作者である可能性が高いと考えられている。現在流布している「偶成」とは転句のみ異なっており、次の通り。
- 少年易老学難成
- 一寸光陰不可軽
- 枕上未醒芳草夢
- 階前梧葉已秋声